# Хопынгъюган (река, впадает в Унтор)
Хопынгъюган (устар. Хорынг-Юган) — река в России, протекает по Ханты-Мансийскому АО. Впадает в озеро Унтор. Длина реки составляет 25 км.

## Данные водного реестра
По данным государственного водного реестра России относится к Нижнеобскому бассейновому округу, водохозяйственный участок реки — Обь от впадения Иртыша до впадения реки Северная Сосьва, речной подбассейн реки — бассейны притока Оби от Иртыша до впадения Северной Сосьвы. Речной бассейн реки — (Нижняя) Обь от впадения Иртыша.
Код объекта в государственном водном реестре — 15020100112115300023419.